# 1291

## Събития
- Под ударите на мамелюците пада град Акра.